# Samariapo (Venezuela)
Pour les articles homonymes, voir Samariapo.
Samariapo est la capitale de la paroisse civile de Samariapo dans la municipalité d'Autana dans l'État d'Amazonas au Venezuela.